# ساداکو و هزار درنای کاغذی

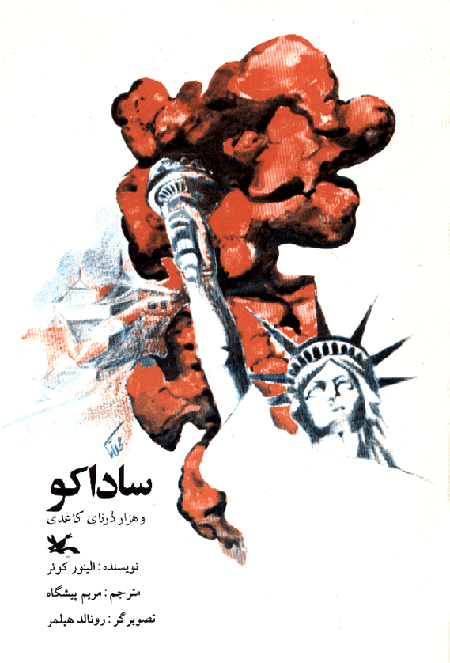
طرح جلد فارسی ساداکو و هزار درنای کاغذی

تصویر جلد اصلی ساداکو و هزار درنای کاغذی

ساداکو و هزار درنای کاغذی یک رمان تاریخی کودکان اثر نویسنده کانادایی-آمریکایی النور کوئر است که در ۱۹۷۷ چاپ شد.
این داستانی واقعی از دختری به نام ساداکو ساساکی ست که هنگام بمباران اتمی هیروشیما در آن شهر می‌زیسته‌است. او به دلیل تشعشعات سرطان خون گرفت و در دوره حیاتش در یک آسایشگاه، بنابر یک باور افسانه ای در ژاپن که اگر کسی ۱۰۰۰ درنای کاغذی بسازد یک آرزویش برآورده می‌شود برای بهبود خود، اریگامی درناهای کاغذی درست می‌کرد.این کتاب به زبانهای متعدد ترجمه شده و جزو برنامه‌های آموزش صلح مدارس ابتدایی استفاده شده‌است.
برای آموزش مهارت مواجهه با مرگ، ترس از مرگ، و جاودانگی به کودکان و آشنایی با این مفاهیم فلسفی، یکی از مهمترین ابزارها استفاده از داستان است. انتخاب متن‌های داستانی برای این کار به شناخت، تفسیر، و تحلیل آثار نیاز دارد. ساداکو و هزار درنای کاغذی از آثار قابل توجه در این حوزه است.
این کتاب با ترجمه مریم پیشگاه در سال ۱۳۵۹ خورشیدی از سوی انتشارات کانون پرورش فکری کودکان و نوجوانان به فارسی انتشار یافت.